# Criollo de Rodrigues

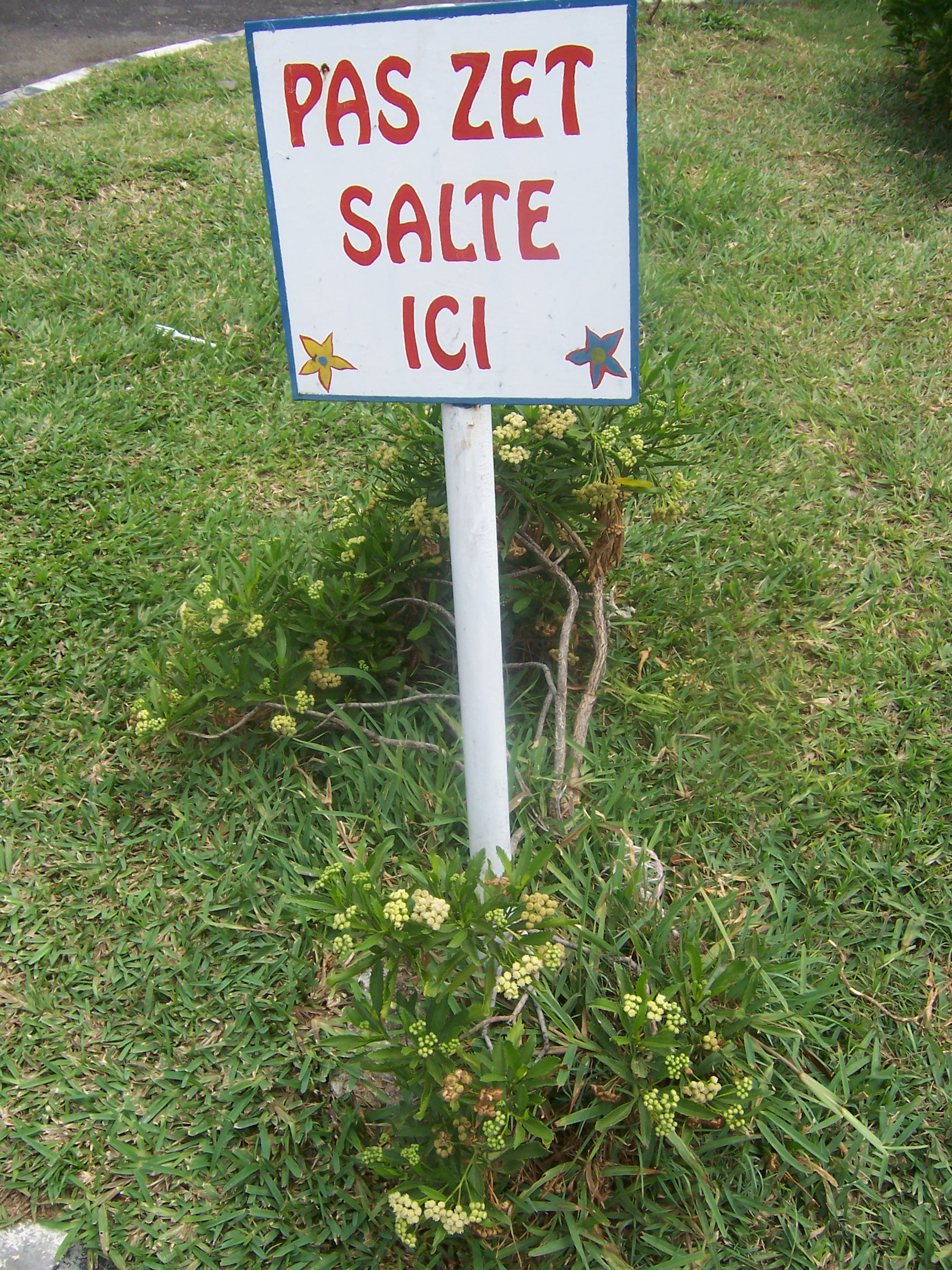
Letrero en criollo de Rodrigues en Port Mathurin donde se lee: «no arroje basura aquí».

El criollo de Rodrigues es el dialecto del criollo mauriciano de la isla Rodrigues, a su vez una lengua criolla del idioma francés hablada en Mauricio, país localizado en el océano Índico. La isla posee unos 35 000 habitantes. En la isla también se hablan el inglés y el francés.